# 女神の継承
『女神の継承』（めがみのけいしょう、タイ語: ร่างทรง Rang Song、意味:霊媒、英題:The Medium）は、2021年に公開されたタイ・韓国合作のモキュメンタリー超自然的ホラー映画。
ナ・ホンジンの共同執筆および制作、バンジョン・ピサンタナクーン監督。タイのGDH 559と韓国のショーボックスの共同制作である。
この映画は、2021年7月11日に第25回富川国際ファンタスティック映画祭でプレミア上映され、2021年7月14日に韓国で劇場公開された。また、第94回アカデミー賞で最優秀国際長編映画のタイのエントリーとして選ばれたが、ノミネートされなかった。
この映画は、第25回富川国際ファンタスティック映画祭で最優秀長編映画部門で審査され、最優秀映画として富川チョイス賞を受賞した。韓国映画評議会のデータによると、興行面では、2021年に韓国で公開されたすべての映画の中で15位にランクされ、2021年9月26日の時点で、総額735万米ドル、入場者数831126人 、2021年の韓国映画の興行収入第6位である。

## あらすじ
タイのドキュメンタリーチームが、タイの東北部、イサーン地方を訪れ、村人が崇拝する地元の神、バ・ヤンの精霊に取り憑かれた地元の霊媒ニムの日常生活を記録する。 バ・ヤンは先祖代々の神であり、何世代にもわたってニムの家族の女性に宿ってきた。最も新しい継承者はニムの姉、ノイであったが、ノイは霊媒になることを望まず、キリスト教に改宗した。 バ・ヤンの魂は ニムに移り、それ以来彼女とともにあった。
ノイの夫であるウィロイの葬式に向かう途中、ニムは、ウィロイの家族の男性に常に不幸が降りかかっていることを明らかにする。彼の父の工場は倒産し、保険詐欺で工場に放火した後、自殺した。ウィロイの息子、マックはバイク事故で亡くなっていた。ノイの娘ミンは、シャーマニズムを信じず、母親と一緒に教会に通っていた。
ミンの家族や友人、そしてドキュメンタリーのクルーは、ミンが老人、酔っぱらい、子供、売春婦などの多重人格を示すとともに、奇妙で攻撃的な行動を示していることに気がつく。彼女は奇妙な夢を見始めると、頭の中で声が聞こえ、衰弱する腹部と膣の痛みを経験していた。職場で複数の男性とセックスをしているのを上司に見つかったことで、彼女は仕事から解雇される。ニムは当初、バ・ヤンがミンにニムの後継者になることを望んでいると確信していたが、ノイはバ・ヤンの魂を娘・ミンに移すための受諾式を行うことを拒否した。
その後、ニムは、バ・ヤンはこれらとは全く関係ないのではないかと疑い始める。彼女は、ミンが亡くなった兄のマックと近親相姦関係にあったこと、そして彼が実際にバイク事故で亡くなったのではなく、首を吊ったことを知る。彼女は、マックがミンを殺そうとしていると結論付け、マックにミンを殺さないよう説得する儀式を行う。一方、ノイはミンがシャワー室で自分の手首を切ったところを見つける。ノイは、バ・ヤンが継承者になることを拒否した罰をミンに与えていると確信し、ニムの気づかぬ間に別の祈祷師によって受諾式が行われるように手配する。受諾式は失敗し、またニムはマックが関与していないことに気付くが、それは遅すぎた。式典の後、ミンの状態は悪化し、彼女はスタッフのカメラでノイを殴打した後に逃げ出し、そのまま失踪する。 1か月後、彼女は祖父の焼失した工場でニムによって発見される。ニムは祈りのためにバ・ヤンを奉じていた山に登る。何者かによってバ・ヤン像の首が破壊されており、彼女は神聖な偶像への嘲笑とみなして苦しい思いをする。
ニムは祈祷師の友人であるサンティに助けを求め、彼はミンが 1つの精霊に取り憑かれているだけでなく、様々な動物や植物の霊、さらにはウィロイの先祖によって斬首された何千人もの人々が元になった沢山の精霊に取り憑かれていると彼女に話す。サンティは、受諾式により、ミンは本質的に精霊の器となる準備ができたと説明する。ニムはサンティとその弟子たちとともに、ミンから除霊する儀式を準備する。儀式に至るまでの数日間、ミンは取り憑かれたように、家の犬を生きたまま茹でて食べたり、冷蔵庫から生肉を食べたり、ノイが眠っている間にノイのベッドに登って挑発したりと、さまざまな方法で家族の前に現れる。しかし、儀式の前日、ニムは謎の状況下で、眠っている間に亡くなっていた。
サンティは、ニムの代理として、ノイの父親の工場跡地にて、ノイを器として除霊する儀式を引き受ける。しかし、ミンの義理の叔母であるパンが、ミンを閉じ込めていた部屋を開けてしまったことで、儀式は失敗してしまう。その結果、悪霊が周囲の人々にとりつき、狂ったように踊りはじめ、突然お互いを攻撃しだす。彼らは、サンティとその弟子たち、そしてドキュメンタリークルーを含む式典に関係するすべての人を、刺したり、噛んだり、生きたまま貪ったりして殺しだす。そのとき、ノイがバ・ヤンが憑依したと言い出し、生き残った生徒たちに儀式を続けるように指示し始め、短い休息が起きる。ノイはミンに触れながら祈りを唱えるが、それはミンの母親への呼びかけで途絶え、最終的にミンに圧倒されてしまう。映画は、ミンがノイを生きたまま火をつけて燃やすことで終わる。画面外から悲鳴が聞こえ、スタッフの死で放置されたカメラはミンの姓である「ヤサンティア」とラベル付けされた、針が突き出た人形に焦点を合わせている。
最後に、ニムの死の前日、儀式の準備中にニムにインタビューを行ったミッドクレジットシーンが挿入される。準備がうまく進まず、ニムは明らかにイラついている。彼女は信仰の危機に苦しんでおり、実は以前から自分がバ・ヤンの霊媒になっていた感覚を持っていなかったことを告白している。

## キャスト
※括弧内は日本語吹替キャスト
- ナリルヤ・グルモンコルペチ ミン役（飯田里穂）
- サワニー・ウトーンマ: ニム役 祈祷師でありミンの叔母（松本梨香）
- シラニ・ヤンキッティカン: ノイ役 ニムの姉でミンの母（高島雅羅）
- ヤサカ・チャイソーン: マニット役 ニムの兄でミンの叔父（西垣俊作）
- ブーンソン・ナクプー: サンティ役 ニムの祈祷師の友人（杉田智和）

## 製作
この映画は、タイ北東部のルーイ県(イサーン) で撮影された  。
この映画は 2021年2月に製作発表され 、2021年7月に韓国で公開とされた 。

## リリース
本作は次期ヨーロッパ映画市場向けに Finecut によって販売され、映画の権利はジョーカーズがフランスでの将来の劇場公開に向けて既に取得しており 、ドイツ語圏ではKoch Filmsが取得していた。 9月の時点で、 Shudderは全体のストリーミング権を取得しており、10月14日に米国でストリーミングされた。
アジアでは、マカオと香港ではEdko Films (2021 年9月22日)、台湾では MovieCloud (2021年8月25日)、日本では Synca Creations (2022年7月 29日)にライセンスされ、またアンコール・フィルムズ がマレーシア(2021年12月2日)とインドネシア (2021年10月 20 日)の、Golden Villageがシンガポール (2021年8月12日)の、M Picturesがカンボジア(2021年11月26日) とラオス (2022年1月6日)の、Lumix Mediaがベトナム(2021年11月19日)のライセンスを取得している 。
この映画は、2021年7月11日に第25回富川国際ファンタスティック映画祭で初公開され、2021年7月14日に韓国で劇場公開された。 

### ホームメディア
本作は2021年9月16日から、韓国でIPTV 、 Skylife 、HomeChoice ケーブル TV、 KT Seeznなどでストリーミングおよび放送できるようになった。

## 反応

### 興行収入
本作は2021年7月14日に 1403 スクリーンで公開された。 韓国映画評議会（KoFiC）による映画館入場のための統合コンピュータネットワークによると、映画は129,917人の観客を集め、『ブラックウィドウ』の観客を上回り、公開初日の韓国興行収入で1位にランクされた。公開から4日目には、267 万米ドルを超え、ホラー ジャンルで最高の興行収入を上げた映画になった。この映画の累積観客数は、2021年7月17日時点で 403,019 人である 。
韓国映画評議会 (KOFIC) のデータによると、2021年に公開されたすべての韓国映画の中で 6 位であり、2021年9月26日の時点で、総額 732万ドル、入場者数 831,126人である。 

### 批評家の反応
レビュー アグリゲーターのRotten Tomatoesは、批評家の 77% が 22 件のレビューに基づいて映画に肯定的なレビューを与え、平均評価が 6.60/10 であると報告した。
JTBC Entertainment News のチョ・ヨンギョンは、この映画を5つ星のうち4つと評価し、この映画には濃い物語があり、一連の崇拝と悪魔払いのシーンがタイの独特の文化と組み合わされて新しさを生み出していると書いている。映画の怖い部分について、ヨンギョンは「最も怖いのは、エンディングに近づくほど、目の前で繰り広げられる壮大なシーンに慣れてしまうことだ。もちろん、理解度と影響度は個々の聴衆によって異なる場合がある」と書いた。
毎日ビジネスのソ・ジョンウォン記者は、ナリルヤ・グルモンコルペチの演技を絶賛し、「演技に没頭して、起こり得るトラウマを心配しなければならない」と述べた。ジョンウォンは、共食い、動物虐待、自傷行為、近親相姦を示した映画の一部について、残酷だと思うかもしれないので注意してくださいと観客に警告した。しかし、ジョンウォンの意見では、それらは物語に不可欠であるとも言った。
Kong Rithdee は、『バンコク ポスト』で肯定的な評価を下し、韓国のスリラーに似た視覚的および物語性を持つタイの民間伝承の使用を称賛した。 
CBS No Cut News のチェ・ヨンジュは、ファウンドフッテージ形式を採用しつつも、ドキュメンタリーの性格を持っていると書いた。また、人間だけでなく、自然界のすべてのものに魂があるというイーサーン地方のシャーマニズムについても言及している。先祖が犯した行動はすべて呪いになり、後世に受け継がれ、本作においては、ミンが該当する。その信念を尊重したヨンジュは、「『女神の継承』は、人間がいるからホラー映画があるということを全身で体験させる映画だ」と書いた。ヨンジュは、映画では人間が犯すすべての悪が何らかの形で説明されており、人間の悪を描写するように示されていたが、それがどこまでどのように表示されるかについて頭に浮かんだことを指摘した。
雑誌『バラエティ』は、映画の楽譜、プロダクションデザイン、タイ文化への言及を賞賛したが、モキュメンタリー形式の導入や上映時間の長さを批判した。

## 受賞
| 年     | 賞                                                             | カテゴリー   | 受信者）                   | 結果 | Ref.   |
| ------ | -------------------------------------------------------------- | ------------ | -------------------------- | ---- | ------ |
| 2021年 | 富川チョイス賞                                                 | 最優秀作品賞 | 女神の継承                 | 受賞 | [ 7 ]  |
| 2021年 | マニアティック・ファンタスティック映画祭                       | 最優秀作品賞 | 女神の継承                 | 受賞 | [ 23 ] |
| 2021年 | サン・セバスティアン・ホラー＆ファンタジー・フィルム・ウィーク | 最優秀作品賞 | 女神の継承                 | 受賞 | [ 24 ] |
| 2021年 | モリンズホラー映画祭                                           | 撮影賞       | ナルポール・チョカナピタク | 受賞 | [ 25 ] |

## 関連リンク
- 第94回アカデミー賞 国際長編映画賞 出品作品一覧